# Marcello Sacchetti
Marcello Sacchetti (Roma, 12 ottobre 1586 – Napoli, 15 settembre 1629) è stato un banchiere, mercante e mecenate italiano.

## Biografia
Nato a Roma nel 1586, Marcello era figlio del ricco mercante Giovanni Battista Sacchetti che dalla città natale era fuggito in opposizione ai Medici ed a Roma aveva trovato fortuna presso la corte papale. Sua madre era la nobile fiorentina Francesca Altoviti, mentre suo fratello minore Matteo, grazie anche alle sostanze da lui lasciategli, riuscirà a dare il via alla celebre dinastia dei Sacchetti a Roma, ottenendo il titolo di marchese e venendo incluso nel patriziato della città.
Dopo la morte del padre nel 1620, Marcello si mise in società coi fratelli Alessandro, Matteo e Giovanni Francesco acquisendo grandi ricchezze attraverso l'ottenimento dell'appalto per lo sfruttamento delle miniere di allume a Tolfa, elemento necessario per le tinture. A coronamento della posizione che la famiglia aveva raggiunto, suo fratello Giulio Cesare, che aveva intrapreso la carriera ecclesiastica, verrà poi eletto alla porpora cardinalizia da papa Urbano VIII, legandosi indissolubilmente alle fortune della famiglia Barberini con la quale i Sacchetti condividevano la comune origine toscana. Lo stesso Marcello fu dal 1620 al 1623 uomo d'affari dell'allora cardinale Maffeo Barberini, ottenendone l'incarico di tesoriere e depositario della Camera Apostolica. La famiglia poté così acquistare Palazzo Sacchetti in via Giulia a Roma.
Marcello si distinse anche come accorto mercante d'arte per conto del cardinale Barberini, contribuendo a presentargli alcuni tra i più promettenti giovani artisti della prima età barocca a Roma. Fu grande patrocinatore e primo committente del pittore Pietro da Cortona a cui nel 1626 commissionò un suo celebre ritratto, oggi parte della Collezione Borghese. A Pietro da Cortona, Marcello commissionò anche una Veduta di Tolfa come trionfo delle proprie attività commerciali al servizio della Santa Sede. Tramite il Barberini, diede commissioni anche a Nicolas Poussin che dipinse per il cardinale Francesco Barberini una Conquista di Gerusalemme da parte dell'imperatore Tito (oggi perduta), ispirata quasi certamente alla Vittoria di Gedeone sui Midianiti dipinta per i Sacchetti.
Morì a Napoli nel 1629, città dove si era recato nella speranza di trovare una cura ai mali che da tempo lo affliggevano presso il noto chirurgo dell'epoca Marco Aurelio Severino. Il Severino stesso, nell'autopsia che operò sul corpo di Marcello, riscontrò che la causa della morte era dovuta ad un cancro intestinale ormai in stadio avanzato.

## Albero genealogico
|                             |                     |                | Genitori |  |  | Nonni            |  |  | Bisnonni |  |
|                             |                     |                |          |  |  | Matteo Sacchetti |  |  | …        |  |
|                             |                     |                |          |  |  | Matteo Sacchetti |  |  | …        |  |
|                             |                     | …              |          |  |  | Matteo Sacchetti |  |  |          |  |
| Giovanni Battista Sacchetti |                     |                |          |  |  | Matteo Sacchetti |  |  |          |  |
|                             |                     | Nanna Carducci | …        |  |  |                  |  |  |          |  |
|                             |                     | Nanna Carducci | …        |  |  |                  |  |  |          |  |
|                             |                     | Nanna Carducci | …        |  |  |                  |  |  |          |  |
| Marcello Sacchetti          |                     | Nanna Carducci |          |  |  |                  |  |  |          |  |
|                             | Alessandro Altoviti | …              |          |  |  |                  |  |  |          |  |
|                             | Alessandro Altoviti | …              |          |  |  |                  |  |  |          |  |
|                             | Alessandro Altoviti | …              |          |  |  |                  |  |  |          |  |
| Francesca Altoviti          | Alessandro Altoviti |                |          |  |  |                  |  |  |          |  |
|                             |                     | …              | …        |  |  |                  |  |  |          |  |
|                             |                     | …              | …        |  |  |                  |  |  |          |  |
|                             |                     | …              | …        |  |  |                  |  |  |          |  |
|                             |                     | …              |          |  |  |                  |  |  |          |  |